# Middellandse zee (zeetype)
Een middellandse zee of middelzee is in de oceanografie een grotendeels omsloten grote nevenzee van een oceaan en is met deze verbonden door een of meerdere beperkte diepwaterverbindingen. Dergelijke zeeën worden afgegrensd van de betreffende oceaan door grote stukken vasteland, grote eiland(engroepen) en/of onderzeese ruggen.
Middellandse zeeën worden onderscheiden van binnenzeeën, die meer zijn ingesloten door landmassa's en meestal slechts door smalle zeestraten worden verbonden met een oceaan; en van randzeeën, die aan de rand van continenten of oceanen liggen en juist door veel minder land worden omsloten.
In middellandse zeeën wordt de watercirculatie bepaald door saliniteit en temperatuurverschillen in plaats van door de wind.

## Typen
Op de Aarde bevinden zich vier middellandse zeeën. Er wordt onderscheid gemaakt naar intracontinentale (grenzend aan één continent) en intercontinentale (grenzend aan twee of meer continenten) middellandse zeeën. De Amerikaanse Middelzee is hierbij de enige intracontinentale middellandse zee, maar kan echter, als er onderscheid wordt gemaakt naar Noord- en Zuid-Amerika, ook als intercontinentale middellandse zee worden gezien.

## Lijst van middellandse zeeën
- Amerikaanse Middellandse Zee bij Amerika (nevenzee van de Atlantische Oceaan); geldt ook wel als randzee
- Austraal-Aziatische Middelzee tussen Azië en Australië (nevenzee van de Grote Oceaan)
- Middellandse Zee tussen Europa, Azië en Afrika (nevenzee van de Atlantische Oceaan)
- Noordelijke IJszee (Arctische Oceaan) tussen Amerika, Azië en Europa

Deels wordt ook de Rode Zee (tussen Azië en Afrika) een intercontinentale middellandse zee genoemd. Op basis van haar geringe omvang, wordt ze echter meestal gezien als een binnenzee van de Indische Oceaan. De Hudsonbaai (een randzee van de Atlantische Oceaan op het Canadees Schild in Noord-Amerika), de Perzische Golf (een binnenzee van de Indische Oceaan in Azië) en de Oostzee (een binnenzee van de Atlantische Oceaan/Noordzee in Noord-Europa) worden deels als intracontinentale middellandse zeeën beschouwd, maar vanwege hun verhoudingsgewijze slechts kleine omvang worden deze nevenzeeën meestal niet gezien als middellandse, maar als binnenzee.